# Stazione di Spotorno-Noli
La stazione di Spotorno-Noli è una stazione ferroviaria posta lungo la linea Genova-Ventimiglia, al servizio del comune di Spotorno e della confinante Noli.

## Storia

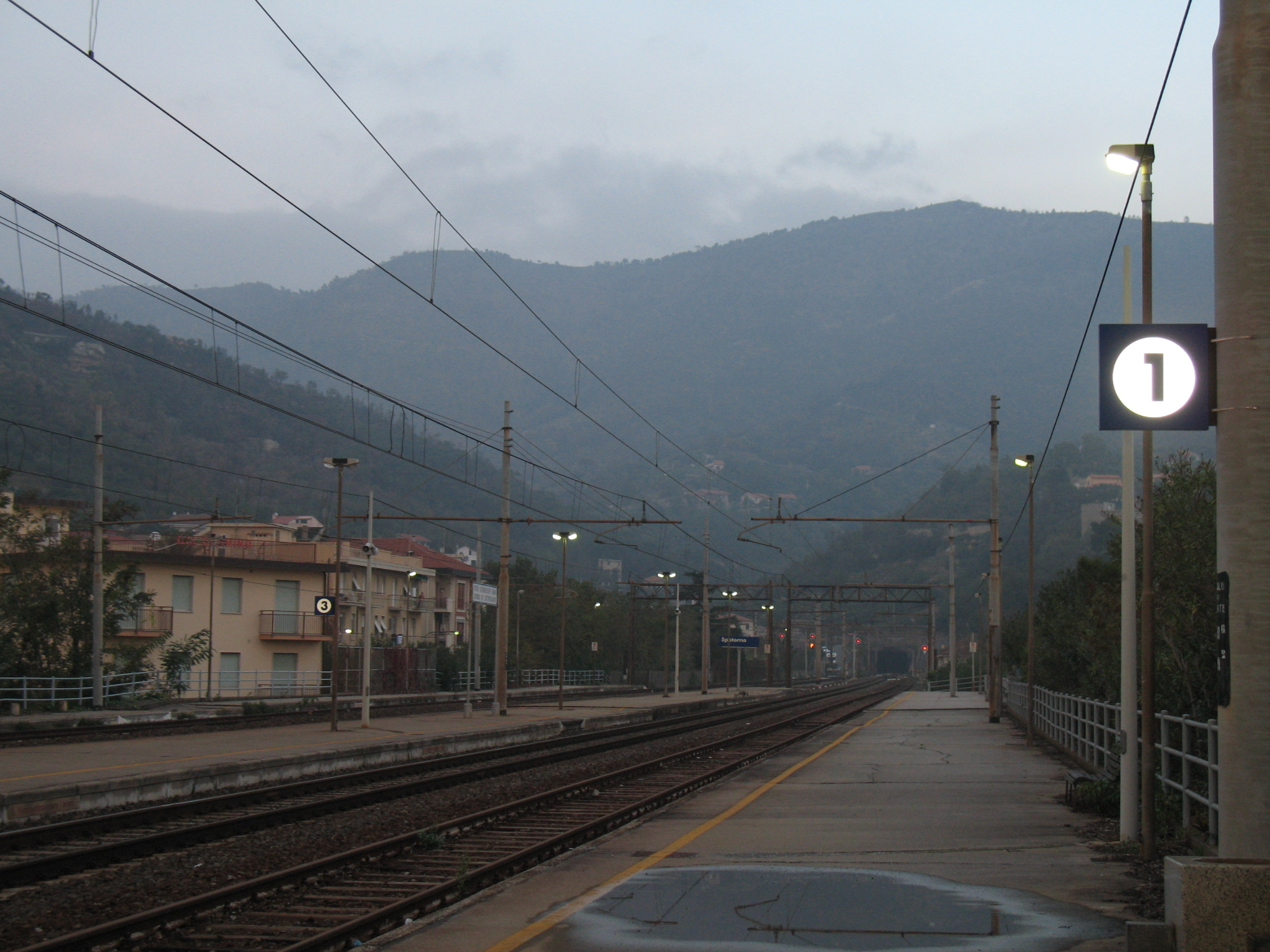
I binari in direzione Savona

La stazione venne aperta nel 1977 (col nome affiancato di Noli) in concomitanza all'apertura del nuovo tratto a doppio binario Finale Ligure-Genova della ferrovia Genova-Ventimiglia.

## Movimento
In questa stazione fermano vari treni: tutti i regionali e molti regionali veloci.
La stazione è gestita tramite ACEI con telecomando punto-punto dalla stazione di Finale L.M.
RFI classifica la stazione come silver.

## Galleria d'immagini

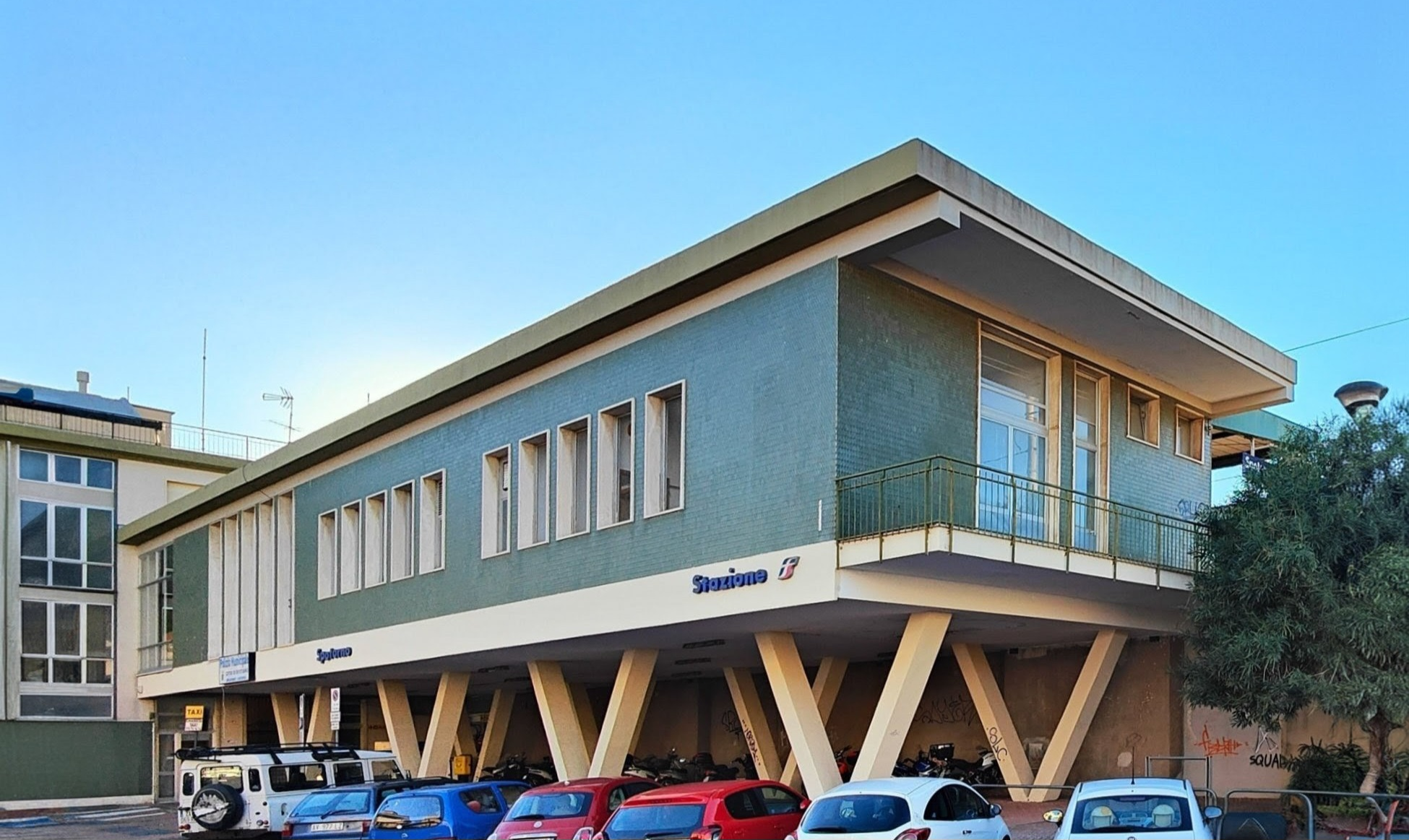
Esterno della stazione vista da piazzale Sbarbaro. Una parte dell'edificio fu sede sino al 2021 della Polizia locale trasferitasi nella nuova sede comunale sulla S.S.1 (foto nov.2022)
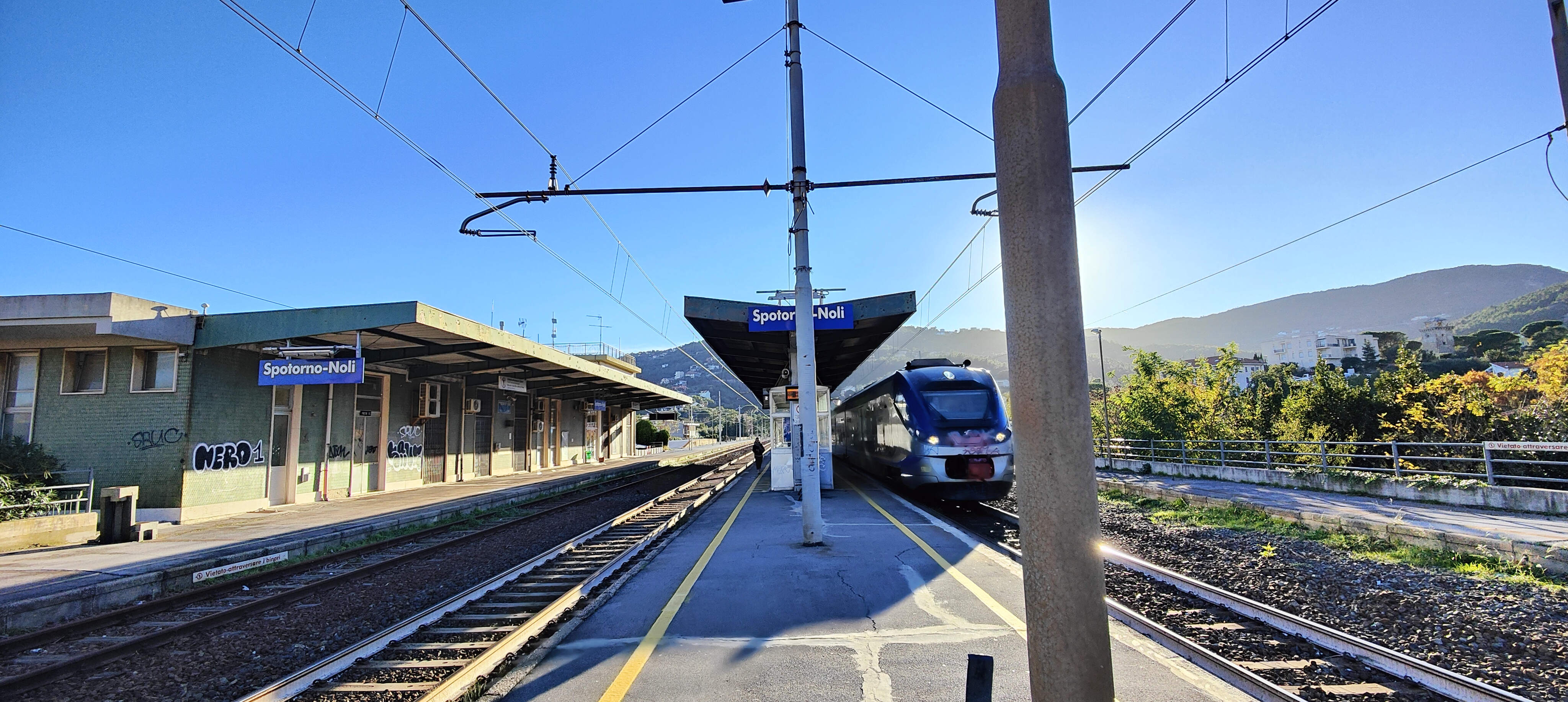
Treno "Jazz" in partenza direzione Savona (Foto nov. 2022)